# Juan Díaz (Panamá)
Juan Díaz es un corregimiento del distrito de Panamá, ubicado en la zona sureste del área metropolitana de la Ciudad de Panamá. Este colinda con los vecinos corregimientos de Parque Lefevre, Río Abajo, Pedregal y Don Bosco; así como con el distrito de San Miguelito y el Golfo de Panamá. 
Los orígenes de este corregimiento se remontan a los tiempos de la colonización española. De hecho, se cree que el nombre de Juan Díaz es el de un soldado español que se instaló en una porción de tierra, ubicada en lo que constituye hoy el centro urbano del corregimiento. La población original fue declarada como corregimiento mediante el Acuerdo Municipal n.º 24 del 14 de agosto de 1913, bajo la presidencia de Belisario Porras.
Con una población superior a los 100 mil habitantes, este corregimiento es el más poblado de la capital panameña. Además, es uno de los centros de producción manufacturera de la ciudad, encontrándose aquí procesadoras de alimentos, maderas, papel, textiles y otras ramas. Pese a la gran cantidad de industrias, sus habitantes han tenido siempre en cuenta la conservación del medio ambiente, razón por la que pueden encontrarse también numerosos parques y áreas verdes.
Este corregimiento es el hogar de algunos ricos y famosos panameños, que residen en Costa del Este. Un área con mucho crecimiento comercial y residencial de lujo.
A través de la ley 42 de 2017, se creó el corregimiento de Don Bosco, que se segregó del corregimiento de Juan Díaz.

## Comercio
En la última década, el corregimiento de Juan Díaz se ha convertido en el foco de un gran desarrollo inmobiliario, con grandes proyectos habitaciones, lo que ha repercutido en un gran aumento de la población y por ende del comercio. Cuenta con uno de los Centros Comerciales más grandes del país , "Centro Comercial Los Pueblos", que congregan cientos de tiendas, almacenes, restaurantes, supermercados, cines y universidades. Diariamente es visitado por cientos de turistas, provenientes principalmente de Centroamérica, que se encuentran con un verdadero paraíso para las compras. Actualmente se construye un proyecto comercial llamado "Distrito Financiero Santa María, donde se construyen mega edificios para albergar instituciones bancarias, industriales y comerciales, consolidando al corregimiento, como una gran zona de desarrollo y crecimiento.

## Características del corregimiento de Juan Díaz
El Corregimiento de Juan Díaz se encuentra muy bien conectado con el centro de la ciudad. La Avenida José Agustín Arango (de este a oeste) atraviesa todo el corregimiento, donde diariamente transitan más de 75 mil vehículos. Además, posee entronques de conexión con el Corredor Sur hacia el centro de la ciudad y hacia el Aeropuerto Internacional de Tocumen. Dentro del Plan Maestro de Transporte para la Ciudad de Panamá, se tiene contemplada, en el futuro, la construcción de una línea del metro de la ciudad que atravesaría todo el corregimiento; además ya se han inaugurado las paradas del nuevo sistema de transporte urbano Metrobús.

## Educación
Posee una gran población estudiantil que se encuentra distribuida en diversas instituciones educativas, en su mayoría públicas como el Centro de Educación Básica General Ernesto T. Lefevre, Escuela José María Torrijos, Instituto Profesional y Técnico Juan Díaz, Centro Básico Homero Ayala, Colegio Elena Chávez de Pinate. También cuenta con exclusivos colegios de educación privada como Colegio Parroquial San Judas Tadeo,Colegio Bilingüe San Gabriel entre otras.

## Transporte y carreteras
El corregimiento cuenta con distintas vías que la comunican con el resto de la ciudad, entre las principales se encuentran: Avenida José Agustín Arango que atraviesa al corregimiento de este a oeste en todo el centro conectándose con la Vía España; la Avenida Domingo Díaz, la cual crea la limitación administrativa entre Juan Díaz con el corregimiento de Pedregal (al norte) y el distrito de San Miguelito (al norte), ésta se conecta con la Avenida Ricardo J. Alfaro (Tumba Muerto) y la Vía Simón Bolívar (Transistmica) y dirigiéndose al este se llega al Aeropuerto Internacional de Tocumen. Otra de las carreteras principales está el Corredor Sur, inaugurado en el año 2000, esta arteria es la que permite una entrada y salida de la ciudad a los suburbios de la manera más rápida.
En cuanto al transporte, dentro de los límites del corregimiento se encuentran distintas terminales de autobuses como las de Concepción y San Pedro. Estas rutas son las encargadas de abastecer a los pobladores el servicio de transporte público a las diferentes vías de la ciudad capital. Actualmente, las cooperativas encargadas de la administración de estos servicios funcionarán hasta su reemplazo por el nuevo sistema de transporte masivo, el metrobús.

## Deporte
Es el epicentro de la Ciudad de Panamá ya que en el corregimiento esta el Estadio Internacional Rommel Fernández nombrado así por el jugador profesional Rommel Fernández Gutiérrez .